# Vadu Sorești, Buzău
Vadu Sorești este un sat în comuna Zărnești din județul Buzău, Muntenia, România. Se află în valea Câlnăului, în Subcarpații de Curbură.
La sfârșitul secolului al XIX-lea, satul era reședința comunei Vadu Soreștilor din plaiul Slănic al județului Buzău. Ea era formată din cătunele Clocociți și Hârboca (cu subdiviziunile Vadu Soreștilor și Blestematele), având în total 1190 de locuitori, în ea funcționând o școală și două biserici.
În 1925, comuna este consemnată în Anuarul Socec ca parte a plășii Câlnău și compusă din satele Clociți, Hârboca și Vadu Sorești, cu o populație totală de 1654 de locuitori.
În 1950, comuna Vadu Sorești a fost inclusă în raionul Buzău din regiunea Buzău și apoi (după 1952) din regiunea Ploiești. În 1968, reforma administrativă a adus transferul la județul Buzău, reînființat; comuna Vadu Sorești a fost însă desființată și inclusă în comuna Zărnești. Tot atunci, satul Hârboca a fost desființat și inclus în Vadu Sorești.